# مقارنة برامج توليد الطلب

يقارن الجدول التالي بين أبرز برامج توليد الطلب.

## معلومات عامة
| الحزمة                      | الترخيص         | التسعير          |
| --------------------------- | --------------- | ---------------- |
| التسويق بنظام برمجي         | البرمجيات كخدمة | $500+/شهر        |
| الأوكوا (Eloqua)            | البرمجيات كخدمة | $2,000+/شهر      |
| جينو (Genoo)                | البرمجيات كخدمة | $199–$1499/شهر   |
| هبسبوت (HubSpot)            | البرمجيات كخدمة | $200–$1,000+/شهر |
| باردوت (Pardot)             | البرمجيات كخدمة | 1000 دولار +/شهر |
| سيلفربوب (Silverpop)        | البرمجيات كخدمة | ?                |
| آلساماركتنج (Alsamarketing) | البرمجيات كخدمة | 500 دولار +/شهر  |

## السمات
| الحزمة              | تحسين محركات البحث | التسويق عبر البريد الإلكتروني | صفحات الهبوط | تسجيل الأثر | الحملات عديدة المراحل | التنبيه | تكامل إدارة علاقات العملاء | التجزئة | تويتر للأعمال | [مشاركة/تتبع وسائل الإعلام الاجتماعية] |
| ------------------- | ------------------ | ----------------------------- | ------------ | ----------- | --------------------- | ------- | -------------------------- | ------- | ------------- | -------------------------------------- |
| التسويق بنظام برمجي | نعم                | نعم                           | نعم          | نعم         | نعم                   | نعم     | نعم                        | نعم     | نعم           | نعم                                    |
| جينو                | نعم                | نعم                           | نعم          | نعم         | نعم                   | نعم     | نعم                        | نعم     | نعم           | نعم                                    |
| هبسبوت              | نعم                | نعم                           | نعم          | نعم         | نعم                   | نعم     | نعم                        | نعم     | نعم           | نعم                                    |
| باردوت              | غير معروف          | نعم                           | نعم          | نعم         | نعم                   | نعم     | نعم                        | نعم     | غير معروف     | نعم                                    |
| سيلفربوب            | غير معروف          | نعم                           | نعم          | نعم         | نعم                   | نعم     | نعم                        | نعم     | غير معروف     | نعم                                    |
| آلساماركتنج         | غير معروف          | نعم                           | نعم          | نعم         | نعم                   | نعم     | نعم                        | نعم     | نعم           | نعم                                    |
| الحزمة              | تحسين محركات البحث | التسويق عبر البريد الإلكتروني | صفحات الهبوط | تسجيل الأثر | الحملات عديدة المراحل | التنبيه | تكامل إدارة علاقات العملاء | التجزئة | تويتر للأعمال | [مشاركة/تتبع وسائل الإعلام الاجتماعية] |